# Coppa Italia 1991/1992
Pohárový ročník Coppa Italia 1991/92 byl 45 ročník italského poháru. Soutěž začala 21. srpna 1991 a skončila 14. května 1992. Zúčastnilo se jí celkem 48 klubů.
Obhájce z minulého ročníku byl klub AS Řím.

## Vítěz
| Coppa Italia 1991/92 Parma AC (1. titul) |